# Blasieholmsgatan

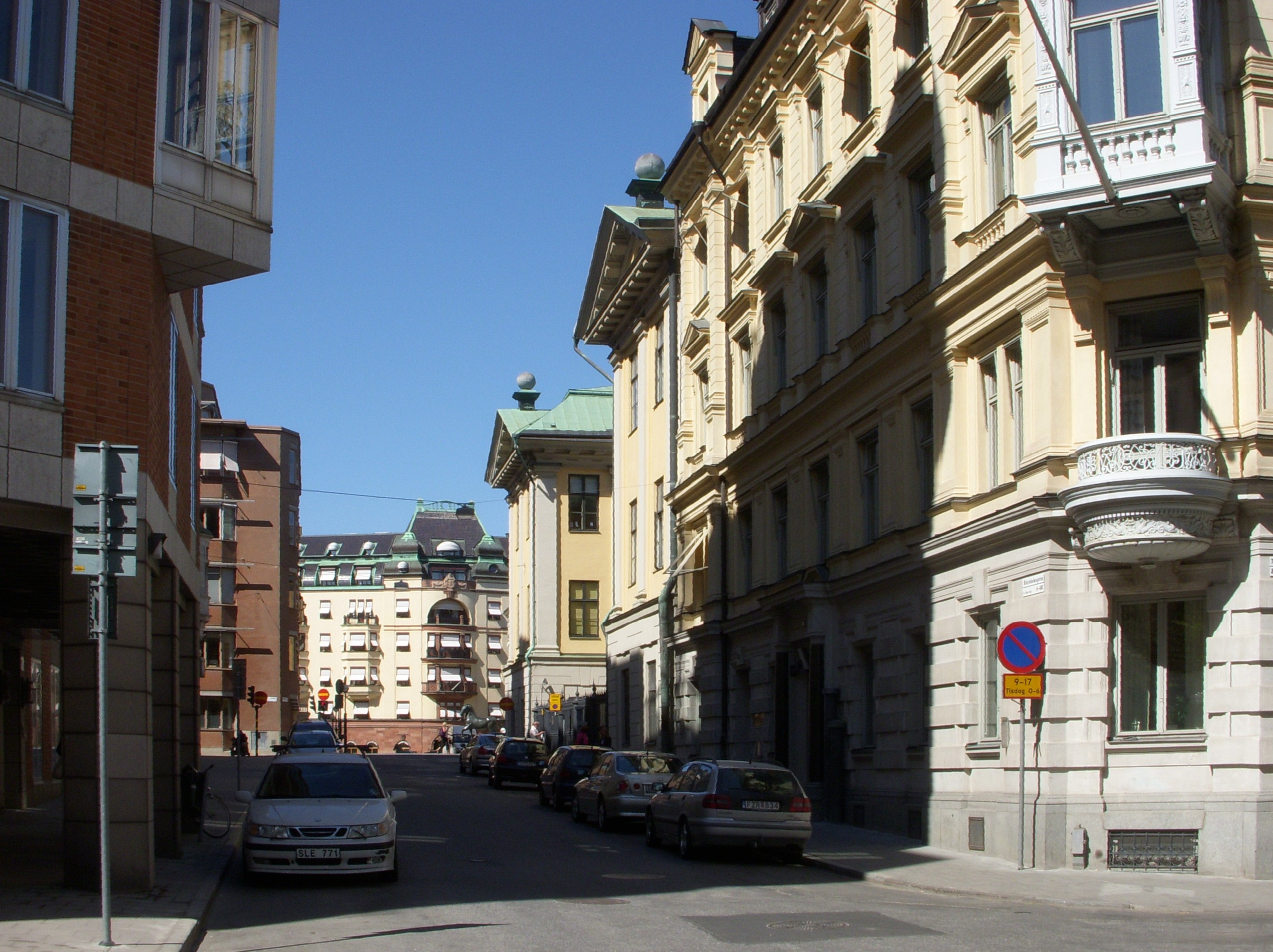
Blasieholmsgatan mot väst, maj 2009.

Blasieholmsgatan  är en gata på Blasieholmen i Stockholm, den sträcker sig i öst-västlig riktning från Hovslagargatan till Stallgatan och Blasieholmstorg. Gatan fick sitt namn 1806, då hette den Basiiholms Gatan. 
I hörnet Blasieholmsgatan/Stallgatan låg Blasieholmskyrkan som revs 1964 och i gathörnet mittemot fanns Kung Oscar II:s häststall som revs omkring 1905 för att ge plats åt hotellannexet Grand Hôtel Royal.
Vid Blasieholmsgatan 6 ligger Bååtska palatset, byggd 1662-1669 och är sedan 1874 Svenska Frimurare Ordens stamhus. 